# Anomoepus
Anomoepus es el nombre asignado a las huellas fósiles que datan del  Jurásico temprano que fueron descritas por primera vez en capas del valle del río Connecticut (Massachusetts, EE. UU.) en 1802.
Las cuatro extremidades han dejado impresiones. Las patas delanteras tienen cinco dedos de la mano, mientras que las patas traseras, más grandes, tienen tres dedos. También hay una impresión de lo que podría indicar que la criatura pudo haber descansado. Las huellas fueron descubiertas, entre otros, por un muchacho de granja, Plinio Moody. E. B. Hitchcock, un clérigo, describió las huellas Anomoepus y otras como prueba de antiguas aves. Desde entonces, han sido identificados como pertenecientes a un dinosaurio, probablemente un ornitópodo, como se indica por el número de dedos de los pies y la ausencia de garras en los dígitos posterior. También se han descrito rastros asignados a Anomoepus en Australia Occidental. La identificación de los dinosaurios que produjeron Anomoepus está por determinar.

## Ichnospecies
- A. scambus Hitchcock, 1848
- A. ranivorus Ellenberger, 1970
- A. vermivorous (Ellenberger, 1970)
- A. minimus (Ellenberger, 1970)
- A. minor (Ellenberger, 1970)
- A. palmipes (Ellenberger, 1970)
- A. natator (Ellenberger, 1970)
- A. aviforma (Ellenberger, 1970)
- A. galliforma (Ellenberger, 1970)
- A. superaviforma (Ellenberger, 1970)
- A. phalassianiforma (Ellenberger, 1970)
- A. levis (Ellenberger, 1970)
- A. popompoi (Ellenberger, 1970)
- A. supervipes (Ellenberger, 1970)
- A. fringilla (Ellenberger, 1974)
- A. turda (Ellenberger, 1974)
- A. minutus (Ellenberger, 1974)
- A. perdiciforma (Ellenberger, 1974)
- A. natatilis (Ellenberger, 1974)
- A. levicauda (Ellenberger, 1974)
- A. dodai (Ellenberger, 1974)
- A. longicauda (Ellenberger, 1974)
- A. moghrebensis Biron & Dutuit, 1981
- A. pienkovskii Gierliński, 1991
- A. karaszevskii (Gierliński, 1991)
- A. moabensis (M.G. Lockley, S.Y. Yang, M. Matsukawa, F. Fleming, & Lim, 1992)